# Formosatettixoides subapterus
Formosatettixoides subapterus är en insektsart som beskrevs av Sigfrid Ingrisch 2001. Formosatettixoides subapterus ingår i släktet Formosatettixoides och familjen torngräshoppor. Inga underarter finns listade i Catalogue of Life.